# Velika nagrada Masaryka 1932
Velika nagrada Masaryka 1932 je bila triindvajseta neprvenstvena dirka v sezoni Velikih nagrad 1932. Odvijala se je 3. septembra 1932 na dirkališču Masaryk v Brnu.

## Rezultati

### Dirka
| Poz | Št | Dirkač              | Moštvo                     | Dirkalnik        | Krogi | Čas/Odstop     |
| --- | -- | ------------------- | -------------------------- | ---------------- | ----- | -------------- |
| 1   | 11 | Louis Chiron        | Automobiles Ettore Bugatti | Bugatti T51      | 17    | 4:37:29.7      |
| 2   | 23 | Luigi Fagioli       | Officine A. Maserati       | Maserati 8C-3000 | 17    | 4:42:30.5      |
| 3   | 18 | Tazio Nuvolari      | Scuderia Ferrari           | Alfa Romeo Monza | 17    | 5:06:20.1      |
| 4   | 19 | Antonio Brivio      | Scuderia Ferrari           | Alfa Romeo Monza | 17    | 5:08:03.0      |
| 5   | 24 | V. Stasny           | Privatnik                  | Bugatti T35B     | 17    | 5:31:01.0      |
| Ods | 17 | Baconin Borzacchini | Scuderia Ferrari           | Alfa Romeo P3    |       | Diferencial    |
| Ods | 15 | Jan Kubiček         | Privatnik                  | Bugatti T35B     | 3     | Trčenje        |
| Ods | 14 | Marcel Lehoux       | Privatnik                  | Bugatti T35B     | 3     |                |
| Ods | 13 | Guy Bouriat         | Privatnik                  | Bugatti T51      | 3     | Trčenje        |
| Ods | 12 | Achille Varzi       | Automobiles Ettore Bugatti | Bugatti T51      | 3     | Poškodba očesa |
| DNS | 20 | Eugenio Siena       | Privatnik                  | Alfa Romeo Monza |       | Trčenje        |